# Джинджихашвили, Нодар Яковлевич
Нода́р Я́ковлевич Джинджихашви́ли (Нодар Джин; 8 января 1947 — 4 апреля 2002) — русский писатель, журналист и философ.

## Биография
Родился в Грузии, жил в Москве. Дед его был раввином, отец юристом. В 1963 году окончил филологический факультет Тбилисского университета (ТГУ), в 1966 году — Московский ВГИК. В 1968 году защитил кандидатскую диссертацию по эстетике, а в 1977 году стал самым молодым доктором философских наук в истории СССР. Работал в Институте философии АН СССР, в МГУ и ТГУ.
С 1980 года жил в США, где работал в области радио и фотожурналистики, опубликовал книги по философии « Я есть кто я есть», «Книгу еврейских афоризмов». Профессор философии, в 1981 г. он стал лауреатом Рокфеллеровской премии по гуманитарным наукам. Его документальный фильм «Последнее путешествие», созданный им по собственным фотографиям, завоевал ряд призов на международных кинофестивалях в США. Свободно владел восемью языками.
Автор многих исследований по философии и истории культуры, по эстетике и психологии, а также романов «История моего самоубийства» (Художественная литература «Москва», 1995), «Учитель» (М., «Вагриус», Чёрная серия 1998), которые вызывают разноречивые оценки: от недоумений до восторгов. Американская пресса называла его поразительно разносторонним и утонченным интеллектуалом, а журнал The New Republic — в связи с его нашумевшим делом против радиостанции «Голос Америки» — назвал его «Гражданином Джином», — по аналогии с героем классического фильма «Гражданин Кейн».

## Семья
- Брат — шахматист, международный гроссмейстер Роман Джинджихашвили
- Брат — журналист, философ, режиссёр и продюсер («Голос Америки») Тимур Джинджихашвили (англ. Timur Dzhin)
- Дочь — американская поэтесса Яна Джин.